# 章乃器
章 乃器（しょう だいき／しょう ないき）は、中華民国・中華人民共和国の政治家・ジャーナリスト・銀行家・経済学者。蔣介石を批判した文化人として著名で、後の「七君子事件」で逮捕された人物の1人である。中国民主建国会結成に加わり、中華人民共和国でも政治家として活動したが、反右派運動や文化大革命で迫害に遭った。旧名は埏。

## 生涯

### 銀行界などでの台頭
郷紳の家庭に生まれる。1913年（民国2年）、浙江省立甲種商業学校で学び、1918年（民国7年）に卒業した。卒業後、浙江地方実業銀行に練習生として採用され、杭州、上海で勤務する。その後、銀行の総理・李銘らに能力を評価され、営業部主任にまで出世した。
1927年（民国16年）の上海クーデター（四・一二政変）後、章乃器は同年冬に『新評論』半月刊を創刊した。章はこの中で蔣介石の統治姿勢を批判し、孫文（孫中山）の本来の学説・主張に戻れと唱える。その激しい批判姿勢の故に、まもなく中国国民党により廃刊に追い込まれてしまった。1932年（民国21年）、上海で中国人による国内初の信用調査機関「中国征信所」を創設している。また、経済学者としても各種著書・論文を執筆し、1935年（民国24年）に上海光華大学、滬江大学で中国財政・国際金融などの講座を開いた。

### 七君子事件
満州事変（九・一八事変）勃発後から、章乃器は抗日の主張を展開し、さらに蔣介石の「攘外安内政策」を激しく批判していた。1934年（民国23年）4月、章は宋慶齢・何香凝らと「中国人民対日作戦基本綱領」を発表し、中華民族武装自衛委員会を共同で発起している。翌年12月には、沈鈞儒・鄒韜奮・陶行知らと上海で「上海文化界救国運動宣言」を発表し、上海文化救国会を組織した。1936年（民国25年）1月、上海各界救国聯合会が結成されると、章は常務委員となる。
同年7月には、章乃器・沈鈞儒・鄒韜奮・陶行知の4人で「団結御侮に関する幾つかの条件と最低限の要求」（原文「團結御悔的幾個基本條件和最低要求」）を発表し、国民党と中国共産党の双方に向けて、自らの政治姿勢を改め共同で抗日に向かうよう呼びかけた。共産党・毛沢東はこれに肯定的な評価を表明したが、国民党・蔣介石はむしろ強硬な弾圧を図るようになる。ついに同年11月23日、章・沈・鄒に加え、李公樸・王造時・沙千里・史良は国民党により逮捕され、蘇州の江蘇高等法院看守所に収監された。いわゆる「七君子事件」である。この逮捕には世論が激しく反発したが、蔣らはあくまでも裁判により判決を下そうと目論んだ。しかし盧溝橋事件による日中戦争（抗日戦争）勃発を経た1937年（民国26年）7月31日に、ついに世論の非難に抗し切れなくなった国民党により、7人は釈放されている。

### 日中戦争・国共内戦での活動
1938年（民国27年）春、章乃器は安徽省政府主席李宗仁に招聘され、省政府秘書長や省政府財政庁庁長に起用された。章は短期間で綱紀粛正・財務整理に優れた成績をあげ、日本軍と対峙する李への後方支援をなしている。翌年夏、章は重慶に赴き、非国民党人士による連合組織である統一建国同志会（後の中国民主同盟）の結成に参加した。しかし、1941年4月に結ばれた日ソ中立条約に対する評価をめぐり、章乃器は中国の主権を侵害する内容であると批判したが、救国会の他の指導者は批判を加えようとしなかったため、失望した章は救国会を脱退している。抗日宣伝の一方で、上川企業公司を創設したほか、上海遷川工廠聯合会執行委員・常務委員、中国工業研究所所長などを務め、実業界の活動にも従事した。
1945年（民国34年）に日中戦争が終結すると、章乃器は黄炎培らと中国民主建国会（「民建」）を結成し、正式に成立した12月に常務理事に選出された。1946年（民国35年）1月の政治協商会議（旧政協）には、民建の合法的地位を蔣介石が認めなかったために、章は中国民主同盟（民盟）の顧問として参加した。この頃から、国共内戦推進に反対する非国民党人士への国民党特務による白色テロが相次ぎ、章もまた襲撃されている。
国共内戦が進展する中、章乃器は上海、香港と移って反内戦の言論を展開し、次第に共産党に寄るようになっていった。1949年2月、章は北平入りし、共産党政権への参加を確定する。6月15日には、民建を代表して新政治協商会議準備会議に出席し、9月下旬に第1回の中国人民政治協商会議に参加した。

### 失意の晩年
中華人民共和国建国後は、政務院（後の国務院）政務委員、財経委員会委員、政治協商会議全国委員会常務委員などを歴任した。1952年8月に糧食部が成立すると、初代部長に任命され、1954年には全国人民代表大会代表にも選出されている。章は糧食部長として食料調達や物価調整に辣腕を発揮し、中華人民共和国初期の建設に大いに貢献した。
しかし1957年に反右派運動が始まると、それまでの言論を咎められる形で章乃器も右派分子に認定され、糧食部長など各職から罷免された。以後、閑居していたが、1966年の文化大革命でも再び批判・迫害を被っている。1975年、鄧小平の再調査により、章への右派認定は取り消された。
1977年5月13日、北京にて死去。享年81（満80歳）。1980年6月、章乃器への右派認定そのものが冤罪であったと認められ、完全な名誉回復が成った。

## 注
1. ↑  このとき陶行知は、救国会により海外への宣伝活動に派遣されていたため、難を逃れている。